# Christian Schlensak

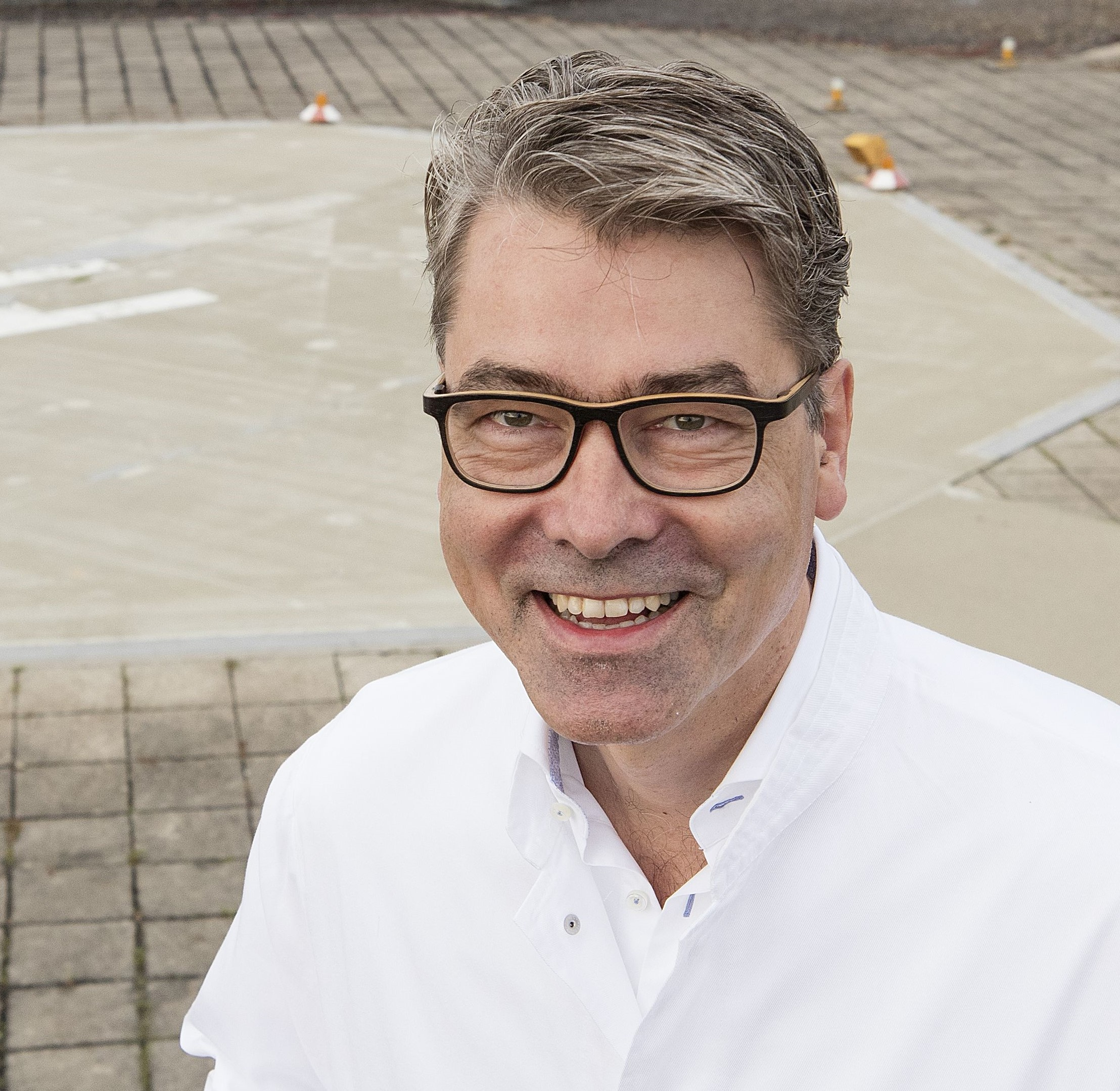
Christian Schlensak (2017)

Christian Schlensak (* 1968 in Gelsenkirchen) ist ein deutscher Mediziner. Er ist seit Mitte 2011 ärztlicher Direktor und Lehrstuhlinhaber an der Klinik für Herz-Thorax und Gefäßchirurgie im Universitätsklinikum Tübingen. Seine Forschungsschwerpunkte liegen bei den Grundlagen und klinischer Forschung zur Therapie des terminalen Herz- und Lungenversagens, der Organprotektion sowie der Biokompatibilität von Fremdoberflächen in der Herz-Gefäßmedizin. Seine klinischen Schwerpunkte liegen in der chirurgischen Therapie von Herz-Lungenversagen, minimalinvasiven und katheterbasierten Herzklappentherapie, vollarterieller Bypasschirurgie, Aortenchirurgie und Operationen von angeborenen Herzfehlern im Kindes- und Erwachsenenalter.

## Werdegang
Nach dem Abitur 1987 am Ratsgymnasium in Gladbeck, absolvierte er von 1987 bis 1988 den Grundwehrdienst in der Artillerietruppe der Bundeswehr in Delmenhorst. Er lebt mit seiner Frau Celina Schlensak, geb. in San Salvador, El Salvador und seinen drei Kindern in Tübingen.
1988 begann er ein Medizinstudium an der Universität Essen.  Von 1992 bis 1993 erhielt Schlensak ein Forschungsstipendium der Universität Essen in Zusammenarbeit mit dem „King Faisal Specialist Hospital“, Riad, Saudi-Arabien unter der Leitung von Carlos M.G. Duran,  in der Abteilung Herz-Kreislauferkrankungen. Ab 1995 erfolgte eine Weiterbildung zum Facharzt für Herz- und Gefäßchirurgie am Universitätsklinikum Freiburg unter der Leitung von F. Beyersdorf. 1996 promovierte er an der Universität Essen. Titel seiner Dissertation war „Verlauf und Komplikationen nach systemiko-pulmonalen Shunt-Operationen unter Notfallbedingungen bei Neugeborenen und Kleinkindern“. 2004 habilitierte er an der Universität Freiburg mit der Schrift „Einfluss des kardiopulmonalen Bypasses auf die Bronchialperfusion: Pathomechanismus und klinische Relevanz“. Ab 2002 ist Schlensak Facharzt für Herz- und Gefäßchirurgie. Zeitgleich wurde er zum Oberarzt der Abteilung Herz- und Gefäßchirurgie sowie Leiter der Kinderherzchirurgie an der Universitätsklinik Freiburg ernannt. Im Oktober 2008 führte Christian Schlensak die erste Säuglingsherztransplantation in Baden-Württemberg durch. 2009 ging er als Chefarzt Herz- und Gefäßchirurgie ans Herzzentrum Bad Krozingen. Seit Mitte 2011 ist Christian Schlensak ärztlicher Direktor der Universitätsklinik für Thorax-, Herz- und Gefäßchirurgie am Universitätsklinikum Tübingen. Damit folgt er dem Herzchirurg  Gerhard Ziemer nach und lehnte zugleich einen Ruf nach Freiburg ab.  
Laut der Focus Gesundheit Redaktion zählt er  zu den Top Medizinern in Deutschland sowohl im Bereich Herzchirurgie als auch im Bereich Kinderherzchirurgie.

## Soziales Engagement
Neben seiner beruflichen Laufbahn liegt sein Hauptaugenmerk auf dem Verein „Hand aufs Herz“  und der „Christian Schlensak Stiftung“. Er empfindet es als eine Lebensaufgabe,  herzkranken Kindern in El Salvador zu helfen. Seit  2001 fährt er mit seinem Team regelmäßig in die Hauptstadt San Salvador und operiert dort Kinder mit angeborenen Herzfehlern, da dort die medizinische Versorgung für Kinder mit Herzfehlern nicht gewährleistet ist. Der Verein „Hand aufs Herz“ und die „Christian Schlensak Stiftung“ unterstützen sein Engagement vor Ort zu helfen finanziell.

## Gremienarbeit (Auswahl)
- DFG-Fachkollegiat (2016–2020)
- DGTHG: Leiter der Kommission für Nachwuchsförderung sowie für Weiter- und Fortbildung
- Kinderherzen e.V.: Wissenschaftlicher Beirat
- Kompetenznetz angeborene Herzfehler
- Deutsche Herzstiftung: Wissenschaftlicher Beirat

## Preise und Auszeichnungen
- 2008 Rudolf-Stich-Preis (DGTHG)
- 2011 Franz J. Köhler Preis (DGTHG)
- 2012 Innovationspreis Deutschland-Land der Ideen
- 2016 EACTS Innovation Award
- 2011 Ehrendoktorwürde, Universität El Salvador
- 2020 Bundesverdienstkreuz am Bande